# اولا ویگن هاتستاد
اولا ویگن هاتستاد (انگلیسی: Ola Vigen Hattestad؛ زادهٔ ۱۹ آوریل ۱۹۸۲) اسکی‌باز صحرانوردی اهل نروژ است.